# Pieter van Wyenhove

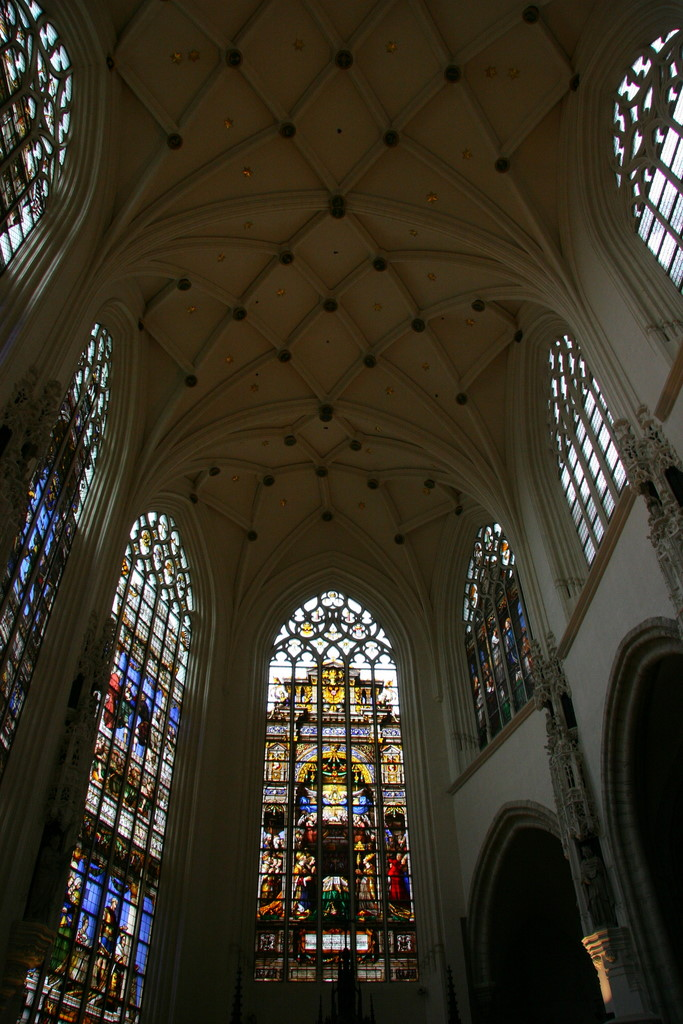
Kapel van het Sacrament van Mirakel in de Sint-Michiels- en Sint-Goedelekathedraal

Pieter van Wyenhove of Peeteren van Wyenhoven (fl. 1530-1555) was een Brussels architect die door keizer Karel V werd aangesteld als werkmeester in Brabant (in opvolging van Loys van Boghem). Deze functie van hofarchitect hield naast scheppend werk ook veel inspecties in, onder meer van vestingwerken.
Van Wyenhove won een competitie voor de bouw van de kapel van het Sacrament van Mirakel in de Collegiale Sint-Goedele. De meesters van de kerkfabriek verkozen zijn ontwerp boven dat van Hendrik van Pede en Loys van Boghem. Het was geïnspireerd door de Broederschapskapel in de Sint-Janskathedraal van 's-Hertogenbosch. De overige architecten bleven betrokken bij de uitvoering van de werken (1532-1540). Van Pede drukte met zijn flamboyante sculpturen zelfs de grootste stempel op de ruimte. Jan Keldermans leverde een verloren gegaan hoogaltaar. Wyenhove zette in 1540 het slotakkoord met de levering van 58 kraagstenen die uit het gewelf naar beneden kwamen (culs-de-lampe).
In 1535 riepen de Tienenaars hem naar hun stad om de afgebrande Sint-Germanuskerk te onderzoeken. De bliksem was ingeslagen en de drie torens waren verwoest. Waarschijnlijk was Wyenhove degene die belast werd met de heropbouw. Hij is alleszins vermeld in verband met de constructie van de spits op de klokkentoren (1537).
In 1548-53 werkte Wyenhove met Jehan van den Gheere aan een ander groot project: de tweede fase van de nieuwe hofkapel van het Koudenbergpaleis. Dit elegante gebedshuis overleefde de brand van 1731 grotendeels intact, maar werd daarna alsnog afgebroken met de rest.
Voor keizer Karel verbouwde hij nog een huis bij het Warandepark (Leuvenseweg), waar de op aftreden staande monarch zijn oude dag sleet. Wyenhove voerde verfraaiingen uit en voorzag in een huiskapel (1554).

## Voetnoten
1. ↑  Pierre Vincent Bets, Histoire de la ville et des institutions de Tirlemont, 1860, p. 83